# Wilhelm Heßberg
Wilhelm Freiherr von Heßberg leitete seit 1934 das Hauptorganisationsamt der neuheidnischen Deutschen Glaubensbewegung. Er war Organisator der insgesamt größten Veranstaltung der Bewegung im Berliner Sportpalast am 26. April 1935, an der laut Fritz Gericke 18.000 Personen teilnahmen. Die Veranstaltung habe den Höhepunkt der Geschichte der DG dargestellt.
Nach der Veranstaltung forderte er im Zusammenhang mit einer „Überprüfung der Tauglichkeit der Führung“ den „freiwilligen oder unfreiwilligen Rücktritt“ Gerickes. Laut Ulrich Nanko waren diese Forderungen tatsächlich gegen Programm und Ziele der DG gerichtet. Der Führungswechsel innerhalb der DG (Hauer trat im April 1936 zurück) sei Ergebnis von Bestrebungen nationalsozialistischer Mitglieder der DG gewesen, der DG ihren Willen „mit allen Mitteln aufzudrücken“. Eine in der DG aktive Gruppe von Nationalsozialisten habe die DG zum verlängerten Arm der SS im Kampf gegen die christlichen Kirchen machen wollen. Entweder Heinrich Himmler und Reinhard Heydrich oder nachgeordnete Stellen von SS und SD hätten hinter den Rücktrittsforderungen gegen Gericke und Hauer gestanden. Kritiker warfen Gericke und Hauer u. a. vor, die Konfrontation mit den christlichen Kirchen im „adligen Ton“ zu führen. Es sei jedoch eine härtere Form der Konfrontation gegen den „Hauptfeind“ in Rom erforderlich. Die DG habe in dieser Frage „Vortrupp“ der NSDAP zu sein. Gericke und Hauer hätten diese Anforderung nicht erfüllt. Nach dem Weggang Gerickes und Hauers sei die DG in eine nationalsozialistische Phase eingetreten.